# Kacper Piechocki
Kacper Piechocki (ur. 17 grudnia 1995 w Bełchatowie) – polski siatkarz, grający na pozycji libero. Syn byłego prezesa PGE Skry Bełchatów Konrada Piechockiego.
19 maja 2018 roku zadebiutował w seniorskiej kadrze Polski w towarzyskim meczu z reprezentacją Kanady.
9 października 2024 roku został współwłaścicielem agencji sportowej Pro Fusion, wraz z między innymi byłym już siatkarzem, Robertem Milczarkiem.

## Sukcesy reprezentacyjne
Olimpijski festiwal młodzieży Europy:
- 2013

Mistrzostwa Europy Kadetów:
- 2013

Mistrzostwa Świata Kadetów:
- 2013

Mistrzostwa Europy Juniorów:
- 2014

## Sukcesy klubowe
Superpuchar Polski:
- 2014[4], 2017, 2018

Mistrzostwo Polski:
- 2018
- 2017
- 2015, 2016

Puchar Polski:
- 2016

## Nagrody indywidualne
- 2013: Najlepszy libero Mistrzostw Europy Kadetów[5]
- 2014: Najlepszy libero Mistrzostw Europy Juniorów